# Gare de Wuqing

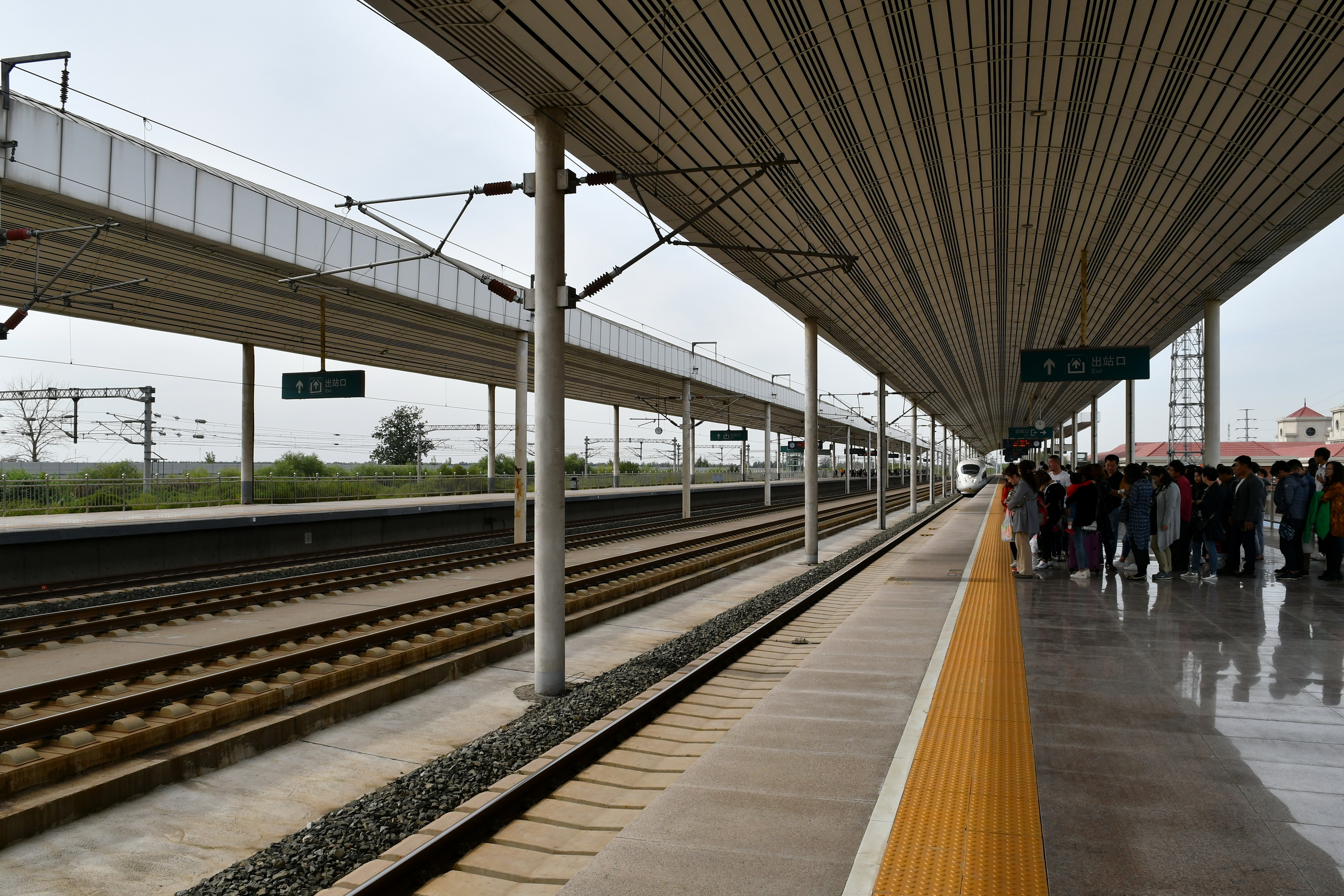
Gare de Wuqing

La gare de Wuqing est une gare ferroviaire chinoise de la LGV Pékin - Tianjin, située sur le territoire du district de Wuqing de l'agglomération de Tianjin.
C'est une halte voyageurs mise en service en 2008, lors de l'ouverture de la ligne.

## Situation ferroviaire
Établie à 28 mètres d'altitude, la gare de Wuqing est située au point kilométrique (PK) 83.242 de la LGV Pékin - Tianjin, entre les gares ouvertes de Pékin-Sud et de Tianjin. En direction de Pékin s'intercalent les gares, construites mais pas encore ouvertes, de Yongle et de Yizhuang.
Deux voies centrales permettent le passage à grande vitesse des trains qui ne marquent pas l'arrêt.

## Histoire
La gare de Wuqing est mise en service le 1er août 208, lors de l'ouverture à l'exploitation de la LGV Pékin - Tianjin

## Service des voyageurs

### Accueil
Elle dispose d'un bâtiment voyageurs avec une salle d'attente et une billetterie. Elle est équipée de deux quais latéraux couverts.

### Desserte
Wuqing est desservie par des trains à grande vitesse de la relation Pékin-Sud - Tianjin. Seuls les trains entre les numéros C2201 - C2268 marquent l'arrêt, ce qui représente une desserte quotidienne de six trains dans chaque sens entre 6 h 40 et 21 h 15.